# Джяукштас, Роландас Витаутавич
Рола́ндас Джя́укштас (лит. Rolandas Džiaukštas; родился 1 апреля 1978 года, Вильнюс, Литовская ССР, СССР) — литовский футболист, защитник.
Воспитанник СДЮШОР «Жальгирис» Вильнюс. В 1995—1998 годах выступал за различные вильнюсские клубы. В начале 1999 года перешёл в российскую «Балтику» Калининград. В конце 2000 подписал личный контракт с клубом «Крылья Советов» Самара, но переход сорвался из-за того, что «Балтика» запросила за Джяукштаса слишком большую сумму. Также оказались неудачными попытки перейти в киевское и московское «Динамо». В итоге Джяукштас перешёл в раменский «Сатурн», за который играл в 2001—2003 и 2005—2007 годах. В 2003—2005 играл за ФК «Москва». Карьеру закончил в 2008 году в «Жальгирисе».
В 1998—2007 годах провёл 40 матчей за сборную Литвы.